# Йокульлауп

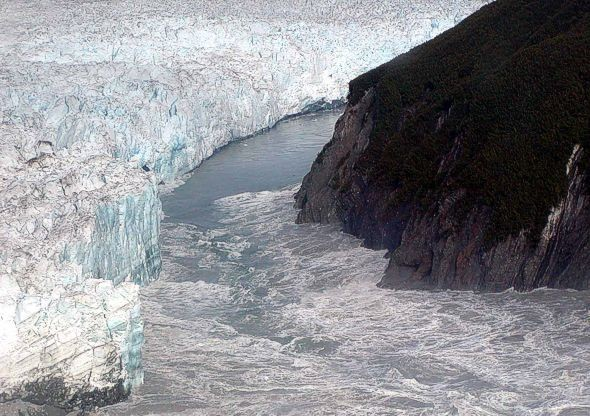

Йокульлауп, Йёукюльхлёйп (исл. jökulhlaup, МФА: ˈjœːkʏlˌl̥œipо файле, дословно — «ледниковый бег») — исландский термин, обозначающий сильный потоковый прорывной паводок; для подобных паводков применительно к Исландии термин принят к использованию и в других языках. Первоначально термин относился к получившим известность подлёдным наводнениям, вызванных частичными обрушениями ледника Ватнайёкютль в Исландии, происходившими вследствие геотермального потепления, а иногда и к вулканическим подлёдным извержениям, но в настоящее время используется для описания любого большого и резкого сброса воды из подлёдных или приледниковых озёр или водохранилищ.
Поскольку йёкюльхлёйпы происходят в закрытых ледниковых водоёмах с уровнем воды намного выше порогового, пик их расхода воды может быть намного больше, чем во время сбросов воды в открытых или частично открытых водоёмах. Гидрограф йёкюльхлёйпа в Ватнайёкюдле, как правило, либо поднимается в течение определённого количества недель с наибольшим уровнем потока ближе к концу периода, либо же поднимается намного быстрее в течение нескольких часов. Такие модели предлагаются с учётом, соответственно, либо таяния в канале, либо течения под его верхней частью. Аналогичные процессы в очень больших масштабах имели место во время оледенения в Северной Америке и Европе после последнего ледникового периода (например, озеро Агасси и Ла-Манш) и, вероятно, в более ранние времена, хотя геологическая летопись этих событий не слишком хорошо сохранилась.

## Процесс образования йёкюльхлёйпа
Талая вода может образовываться на поверхности ледника, под ледником или и там, и там. Абиляция (таяние на поверхности) часто приводит к формированию озёр на поверхности. Донное таяние происходит благодаря геотермальному теплу пород под ледником, разнящемуся на различных участках, или благодаря нагреванию от трения при движении льда по скальных породам под ней.
Талая вода может течь по леднику, между ледником и скальной основой или в виде грунтовых вод в водоносном горизонте ниже скального основания ледника в результате водопроницаемости основания под ледником. Если скорость образования талой воды превышает возможности поглощения водоносного горизонта, образуются поверхностные или подледниковые озёра.
Поверхностные и подледниковые потоки различаются в зонах прохождения. Надледниковый поток похож на наземные потоки во всех открытых средах — вода течёт из высших точек в низшие под влиянием гравитации. Подледниковый поток ведёт себя иначе — талая вода, образовавшаяся под ледником или просочившаяся с поверхности под действием гравитации, собирается в полостях внутри или под ледником в озёра, над которыми находятся сотни метров льда. Напор воды, скапливающейся в таком озере, растёт, пока не станет достаточно большим, чтобы либо проделать себе дорогу наружу, либо поднять лёд над поверхностью озера.
По мере накопления талой воды и роста напора под континентальными ледниковыми щитами или альпийскими ледниками происходят эпизодические сбросы воды. Поскольку под напором происходит подъём льда над подледниковым озером, вода движется туда, где меньше сопротивление. Поэтому первыми поднимаются места, где лёд тоньше или имеет трещины. Поэтому вода часто движется вверх по поверхности под ледником до местностей с меньшей толщей льда. По мере накопления воды озеро растёт, поднимаются другие участки ледяного слоя, пока не будет найден путь наружу.
Если не существует ранее образованного канала сброса, сначала вода вырвется широким йёуклюльхлёйпом, который может иметь ширину потока в десятки километров, но незначительную толщину. При дальнейшем течении йёкюльхлёйп имеет тенденцию размывать породу под ледником и лёд, образуя канал туннельной долины, в то время как уменьшение напора позволяет остальному поднятому льду снова осесть на породу. Оно прерывает широкий поток и образует узкий канал. Направление канала в основном определяется толщиной льда над потоком, и только во вторую очередь — рельефом породы под ней; порой наблюдается «поток вверх», поскольку давление льда толкает воду к местам с меньшей толщиной льда, пока она не появится на поверхности ледника. Этим процессом определяется форма многих туннельных долин, и по ней можно получить общую информацию о толщине в разных местах ледника, существовавшей на момент образования туннельной долины, особенно если начальная поверхность под ледником не была разнообразной.
Быстрая внезапная утечка больших объёмов воды влечёт чрезвычайно большую эрозию, о чём свидетельствуют обломки скал и валуны в туннелях и в их устье. В Антарктике из-за эрозии таким образом образовались туннели глубиной более 400 метров и до 2,5 км в ширину.

## Примеры
Хотя йёкюльхлёйпы изначально ассоциировались исключительно с Ватнайёкюдлем, в научной литературе утверждается их существование во многих местах, включая современную Антарктику; также существуют доказательства того, что они происходили в Лаврентийском ледяном щите и Скандинавском ледниковом щите во время последнего ледникового периода.

### Исландия
- Масштабные йёкюльхлёпы происходят на Мирдальсйёкюдле, когда извергается подледниковый вулкан Катла, — каждые 40-80 лет. По оценкам, извержение 1755 года вызвало йёкюльхлёйп с пиковым потоком 200000—400000 м³/с.
- Вулкан Гримсвётн часто вызывает крупные йёкюльхлёйпы Ватнайёкюдля. Извержение 1996 года вызвало йёкюльхлёйп с пиковым потоком воды 50000 м³/с, что на несколько дней сделало его второй (по мощности потока) рекой в мире после Амазонки. Река Скейдарау затопила территорию перед Скафтафедлем. Йёкюльхлёйп разрушил части Окружной дороги, поток воды нёс обломки льда весом до 5000 тонн, а айсберги весом 100—200 тонн ударили по мосту на Кольцевой дороге и разрушили его (ныне руины моста обозначены информационными табло и является популярной остановкой туристов на Окружной дороге). Поток воды был до 4 метров высоты и 600 метров в длину; он перенёс 185000000 тонн ила[16]. После прекращения потока айсберги высотой до 10 метров можно было увидеть на берегах реки.
- Вулкан Эйяфьядлайёкюдль также может вызвать йёкюльхлёйпы. Извержение 2010 года вызвало йёкюльхлёйп с пиковым потоком 2000-3000 м³/с[17][18].

### Северная Америка

#### История
По мере отступления Лаврентийского ледяного щита с его максимальных размеров в период 21000 — 13000 лет назад произошли два значительных события, связанных с перенаправлением потоков талой воды в восточной Северной Америке. И, хотя геологи до сих пор спорят о том, где эти события произошли, они, вероятно, произошли, когда ледяной щит отступил с гор Адирондак и Лаврентийских низин.
- Сначала Ледяное озеро ирокезов вытекло в Атлантический океан вследствие крупных наводнений по долине Гудзона, произошедших, когда во время трёх йёкюльхлёйпов ледяная дамба отступающего щита разрушалась и вновь создавалась. Свидетельством масштаба этих событий в долине являются значительно выделяющиеся наносы, большие следы наносов на континентальном шельфе и эрратические валуны диаметром больше 2 м на внешнем шельфе.
- Позднее, когда ледяной щит отступил из долины Св. Лаврентия, ледяное озеро Кандона вытекло в Северную Атлантику, когда йёкюльхлёйпы проходили через море Шамплена и долину Св. Лаврентия. Считается, что попадание огромных объёмов пресной талой воды этих йёкюльхлёйпов в Северную Атлантику ок. 13350 лет назад привело к уменьшению термохалинной циркуляции и краткосрочному Аллерёдскому похолоданию в Северном полушарии[19].
- Наконец, гигантское ледяное озеро Агассис, располагавшееся в центре Северной Америки. Из него стекали талые воды ледников в конце последнего ледникового периода. Его площадь было больше, чем площадь всех современных Великих озёр вместе взятых, а объём воды превышал запасы во всех нынешних озёрах мира. Йёкюльхлёйпы происходили несколько раз между 13000 и 8400 лет назад.

На западе материка аналогичные йёкюльхлёйпы со стоком в Тихий океан происходили по ущелье реки Колумбия и получили название Миссульские наводнения.

#### Современность
В июле 1994 года поверхностное ледниковое озеро с дамбой изо льда вытекло через подледниковый туннель через ледник Годдард в Береговом хребте, Британская Колумбия, вызвав йёкюльхлёйп. Поток мощью 100—300 м³/с прокатился через Фэрроу-Крик к озеру Чилко, вызвав существенную эрозию. Ледяная дамба заново не создалась. Похожие йёкюльхлёйпы в Британской Колумбии приведены в таблице ниже:
| Название озера | Год  | Пиковый поток (м3/с) | Объём (км3) |
| -------------- | ---- | -------------------- | ----------- |
| Альсек         | 1850 | 30                   | 4,5         |
| Эйп            | 1984 | 1600                 | 0,084       |
| Тайд           | 1800 | 5 000-10 000         | 1.1         |
| Доньек         | 1810 | 4000-6000            | 0,234       |
| Саммит         | 1967 | 2560                 | 0,251       |
| Тулсеква       | 1958 | 1556                 | 0,229       |